# Валбон (Пиньел)
Валбон (порт. Valbom) — район (фрегезия) в Португалии, входит в округ Гуарда. Является составной частью муниципалитета Пиньел. По старому административному делению входил в провинцию Бейра-Алта. Входит в экономико-статистический субрегион Бейра-Интериор-Норте, который входит в Центральный регион. Население составляло 298 человек в 2001 году. Занимает площадь 14,76 км².